# 未伝播地流行
処女地流行（しょじょち りゅうこう）あるいは未開地流行（みかいち りゅうこう）すなわち未伝播地流行（みでんぱち りゅうこう）と和訳するのが相応しい英語 virgin soil epidemicとは アルフレッド・クロスビー（1931 - 2018）によって造語された用語であって、彼はそれを「彼らを打撃する既に接触したことのない病気のリスクにおける住民内の、そしてしたがって免疫学上ほとんど無防備であるところの」（感染症の）流行として定義したところのものである。農業の開発ならびにより固着性の生物とを、家畜からヒトへの微生物の移動による疾病の発現に結びつける、 ウィリアム・マクニールが展開したことに、彼の概念は関連する。処女地流行はヨーロッパによる植民地化によって、特にヨーロッパの探検家や入植者がアメリカ、オーストラリア、太平洋諸島の諸地域で征服した土地に疾病を持ち込んだ時に起きた。
その概念はヨーロッパの拡大の成功の説明としての人気のある書籍『銃・病原菌・鉄』の中心的な主題として、ジャレド・ダイアモンドによって後に受け入れられた卸し売りになった。